# Osmansko-uherské války
Osmansko-uherské války byla série válečných konfliktů mezi Osmanskou říší a Uherským královstvím s jeho evropskými spojenci. Po byzantské občanské válce, osmanském dobytí Galipole a bitvě na Kosově poli, Osmanská říše zahájila dobývání Balkánu. Nicméně Osmanský postup v Srbsku vedl Uhersko k válce proti Osmanské říši.
Počáteční uherský postup kulminoval v křížové výpravě k Varně, i když bez vnější podpory byla uherská vojska poražena. Přesto byli Osmani poraženi u Bělehradu, poté co dobyli Konstantinopol. Osmanský postup byl zastaven v Moldávii díky uherskému zásahu, ale Osmani nakonec dosáhli triumfu, když padla Moldávie i Bělehrad. V roce 1526 Osmani porazili uherská vojska v bitvě u Moháče vedená králem Ludvíkem Jagelonským, jenž zahynul spolu s 14 tisíci pěších. Důsledkem této porážky propukla v Uhrách občanská válka a Uhry byly nuceny platit Osmanům tribut. Uhry se v této době rozdělily na tři části: Horní (královské) Uhry, Sedmihradsko a Budínský pašalik.

## Tažení Sulejmana Nádherného, 1520–1566

### Po smrti Zápolského

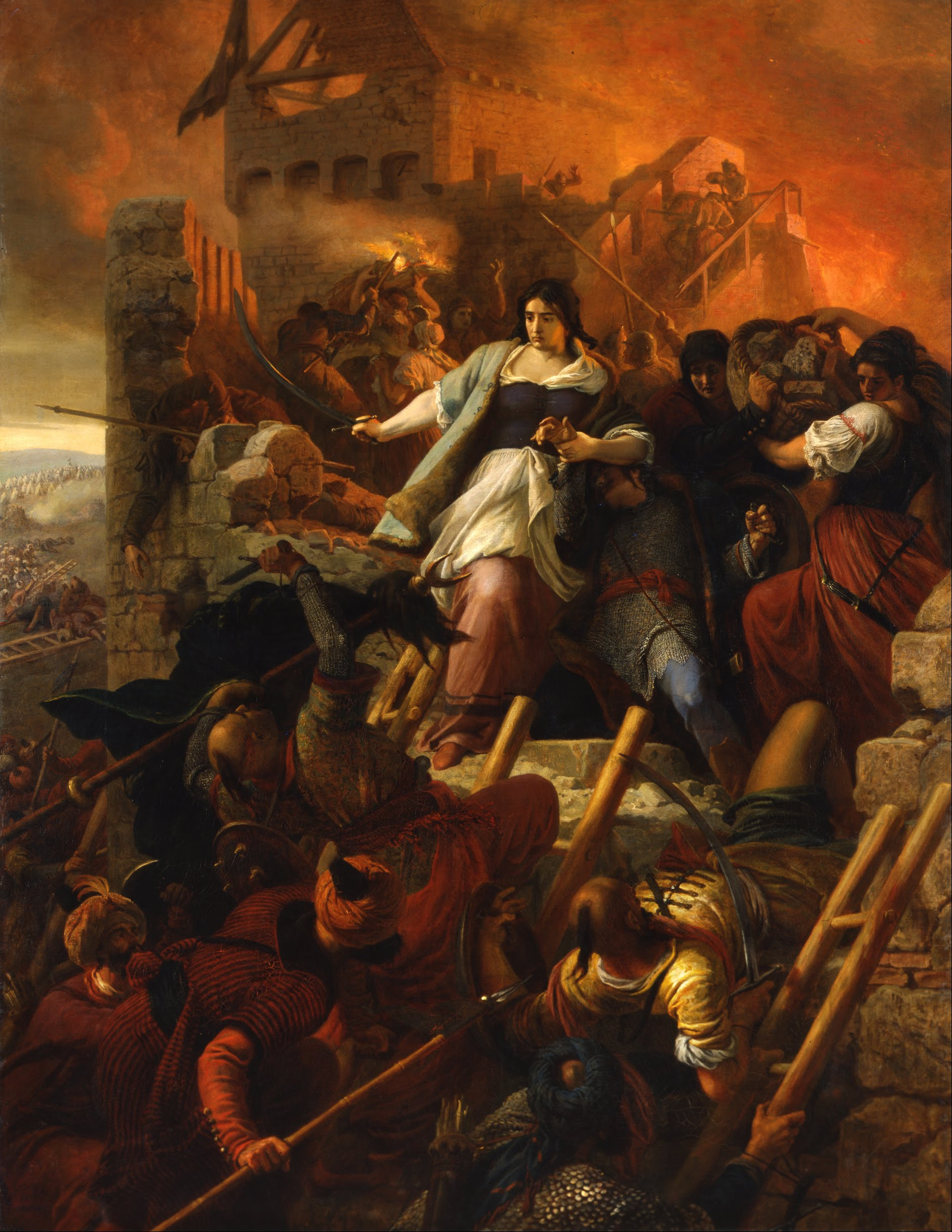
Jagerské ženy

Jan Zápolský vládl Uhrám až do své smrti v roce 1540. Po jeho úmrtí bylo Uherské království rozděleno na tři části:
- Severozápadní část (dnešní Slovensko, západní Zadunají a Burgenland, západní Chorvatsko a části severovýchodního dnešního Maďarska) zůstala pod habsburskou nadvládou. Zpočátku byla tato oblast nezávislá, později se však stala součástí Habsburské monarchie pod neformálním názvem Královské Uhersko. Od té doby byli habsburští císaři také korunováni jako uherští králové.

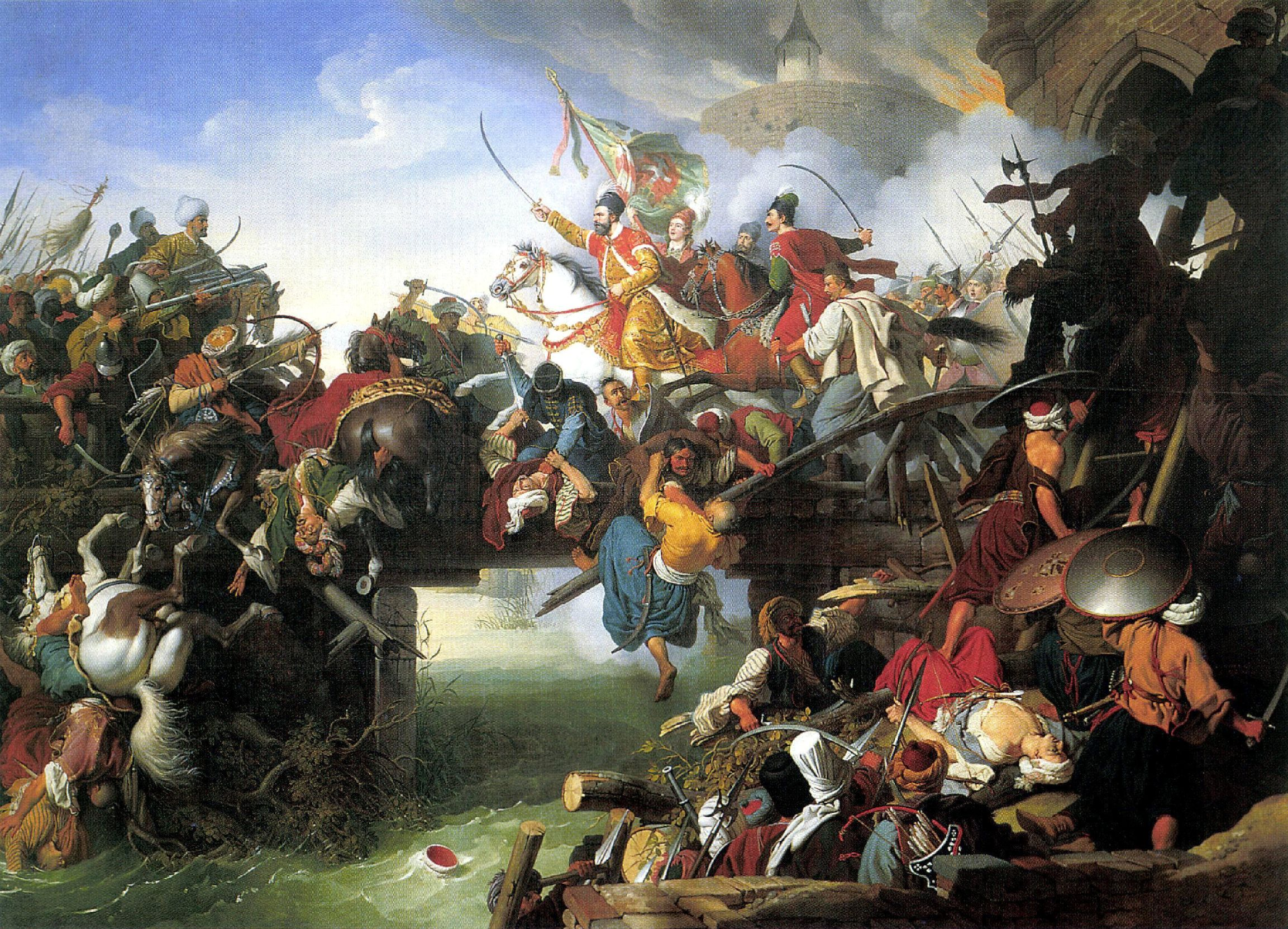
Útok Mikuláše Šubiče Zrinského z pevnosti Szigetvár

- Útok Mikuláše Šubiče Zrinského z pevnosti SzigetvárVýchodní část království (Partium a Sedmihradsko) se nejprve stala nezávislým knížectvím, ale postupně bylo přivedeno pod osmanskou kontrolu jako vazalský stát Osmanské říše.
- Zbývající centrální oblast, zahrnující většinu dnešního Maďarska včetně hlavního města Budína, se stala provincií Osmanské říše. Obléhání Budína, které bylo součástí tzv. Malé války v Uhersku, bylo jedním z nejvýznamnějších osmanských vítězství nad habsburskými silami v regionu.

V roce 1552 osmanské síly vedené Sulejmanem I. oblehly maďarské město Jager (Eger), které se nacházelo v severní části Uherského království. Obránci pod velením Štěpána Dobó však dokázali odolat útokům a ubránit Jagerský hrad před osmanským dobytím. Tento úspěch se stal legendárním a byl považován za jedno z nejvýznamnějších maďarských obranných vítězství proti Osmanům.